# Thư pháp Trung Hoa

Khải thư của Liễu Công Quyền đời Đường)

Thư pháp Trung Hoa là phép viết chữ của người Trung Hoa được nâng lên thành một nghệ thuật và có ảnh hưởng sâu sắc đến các nước lân cận như Nhật Bản, Hàn Quốc, Việt Nam (xem bài Thư pháp Đông Á).
Theo truyền thuyết, vua Phục Hi nhân việc nghĩ ra bát quái mà sáng tạo "long thư", vua Thần Nông xem lúa mà chế ra "tuệ thư", Hoàng Đế nhìn mây mà đặt ra "vân thư", vua Nghiêu được rùa thần mà làm ra "qui thư", Đại Vũ đúc chín đỉnh mà tạo ra "chung đỉnh văn". Thế nhưng đó chỉ là huyền thoại và không còn dấu tích gì để lại
Hệ văn tự sớm nhất được phát hiện cho đến nay là chữ giáp cốt (giáp cốt văn 甲骨文)[1] mà niên đại được xác định khoảng 1200 TCN. Giáp cốt 甲骨 là nói gọn của quy giáp 龜甲 (mai rùa và yếm rùa) và thú cốt 獸骨 (xương thú). Chữ này do người đời nhà Ân (1766 - 1123 TCN) khắc để dùng vào việc bói toán.
Kim văn 金文, tức là kiểu chữ được khắc trên đỉnh vạc và các tế khí 祭器 (dụng cụ cúng tế) bằng đồng, là hệ văn tự được tìm thấy với niên đại trước đời Tần. Sau đời Tần, chữ viết được tìm thấy là chữ khắc trên bia đá, nên gọi là "bi văn".
Khi đã chế ra bút lông, giấy và mực, chữ Hán bắt đầu được viết thành nét to nét nhỏ. Từ đời Hán, chữ Hán đã ổn định về kiểu chữ và loại nét. Cùng một chữ nhưng chữ Hán có 5 kiểu viết (gọi là thư thể 書体) chính: Triện thư 篆書 (gồm đại triện 大篆 và tiểu triện 小篆), lệ thư 隸書, khải thư 楷書, hành thư 行書, và thảo thư 草書.

Các kiểu viết chữ minh 明: đại triện, tiểu triện, lệ, khải, hành, thảo (thư pháp Triệu Mạnh Phủ đời Nguyên)

- Chữ triện 篆書 (Triện thư). Khi Tần Thủy Hoàng thống nhất Trung Quốc, ông đã sai thừa tướng Lý Tư thống nhất văn tự, tức là thống nhất các chữ viết giữa các nước trước đó từ đại triện thành chữ tiểu triện.
- Chữ lệ 隸書 (lệ thư). Là thư thể thông dụng trong công văn, kiểu chữ này rất phổ biến giữa thế kỷ 3 TCN cho đến đầu thế kỷ 3 CN. Thời nhà Hán, chữ lệ thư là chữ viết thông dụng.
- Chữ khải 楷書 (khải thư hay chính thư 正書). Là cải biên từ chữ lệ và bắt đầu phổ biến vào thế kỷ 3 CN. Đây là kiểu chữ chính thức, chuẩn mực, dễ nhận biết, dễ đọc nhất và vẫn là phổ thông nhất trong các kiểu viết chữ Hán hiện nay.
- Chữ hành 行書 (hành thư). Là dạng viết nhanh của chữ khải, được dùng trong các giấy tờ thân mật (như thư từ) và đề tranh. Chữ hành bắt đầu phổ biến vào thế kỷ 2. Khi được viết nhanh, chữ khải có thể được giản lược đi một hai nét để tạo thành một thư thể gọi là hành khải (行楷). Cũng tương tự như vậy, chữ hành sẽ biến thành hành thảo (行草). Tác phẩm thư pháp rất nổi tiếng Lan Đình Tập Tự (蘭亭集序) của Vương Hi Chi (王羲之) đời Tấn được viết với chữ hành.
- Chữ thảo 草書 (thảo thư). Là thư thể được viết nhanh nhất, bút pháp phóng khoáng. Có chữ Hán khi viết bình thường theo lối chữ khải thì phải viết rất nhiều nét nhưng với thảo thư thì có thể viết bằng một nét. Nhiều chữ có thể viết liên miên nối tiếp nhau chỉ bằng một nét, thí dụ như cuồng thảo (狂草) (chữ thảo viết điên cuồng) của Hoài Tố (懷素, khoảng 730-780)

Vào khoảng giữa thế kỷ 2 và 4, nghệ thuật viết chữ được mệnh danh là thư pháp đã trở thành một bộ môn nghệ thuật tao nhã cao siêu của tao nhân mặc khách; một người điêu luyện về thư pháp thường được đánh giá là người trí thức có học vấn cao. Trong thời này, Vương Hi Chi (303-361), một đại quan và một đại thư gia, đã được người đời tôn là «Thảo thánh» (草聖).

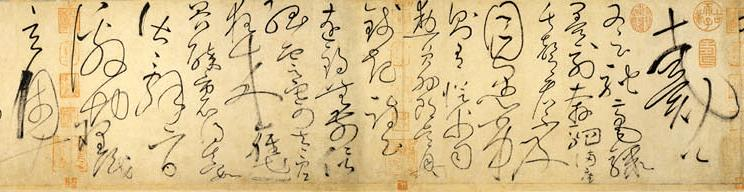
Cuồng thảo của Hoài Tố đời Đường

## Các nhà thư pháp Trung Hoa
- Vương Hi Chi
- Nhan Chân Khanh
- Âu Dương Tuân
- Tô Thức
- Âu Dương Thông
- Liễu Công Quyền
- Tống Huy Tông
- Chử Toại Lương
- Nhan Chi Suy
- Triệu Mạnh Phủ
- Ngu Thế Nam
- Trí Vĩnh
- Điền Anh Chương
- Điền Ẩn Chương
- Mao Trạch Đông
- Tưởng Giới Thạch

## Hình ảnh

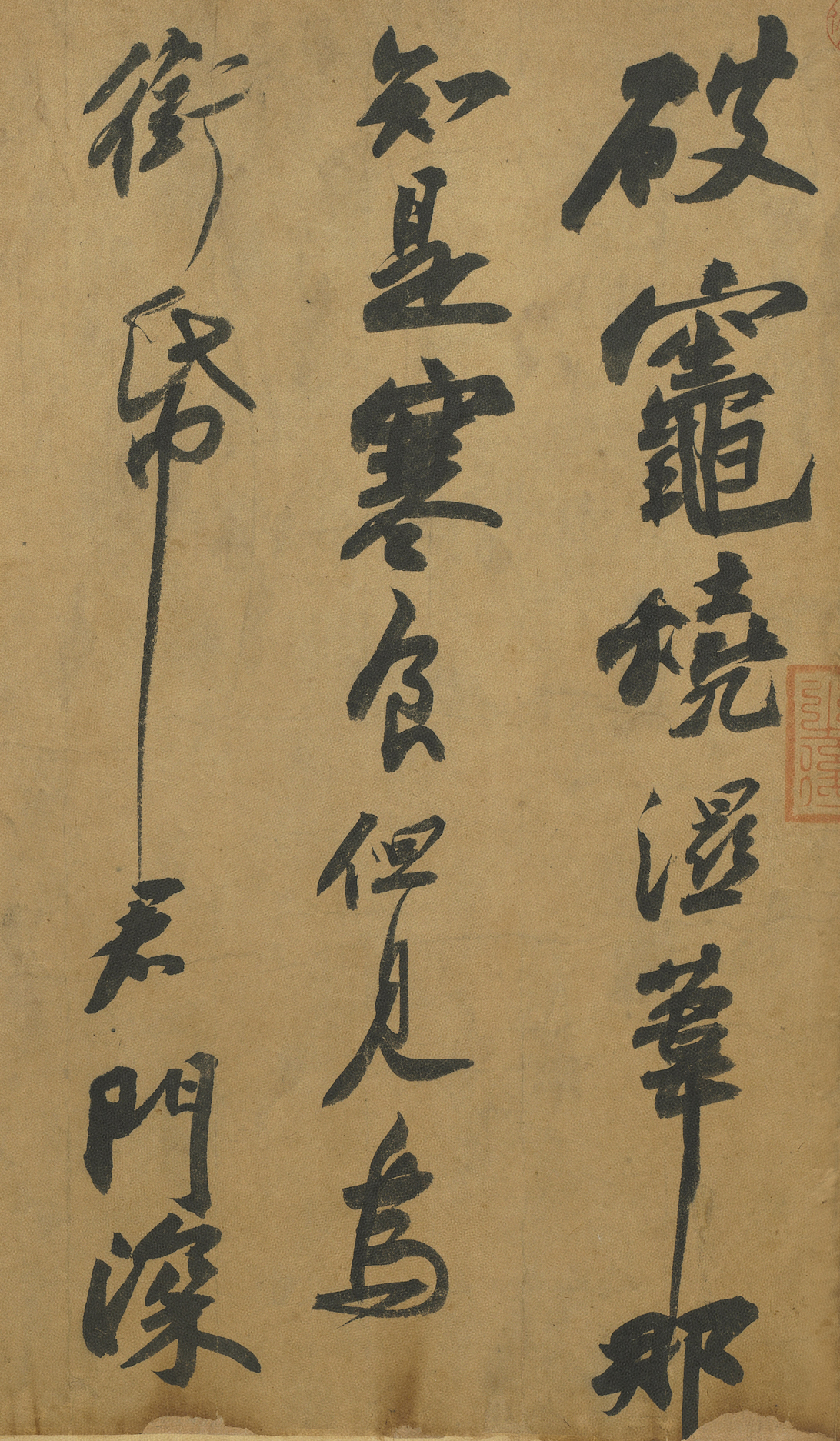
Bút pháp Tô Đông Pha
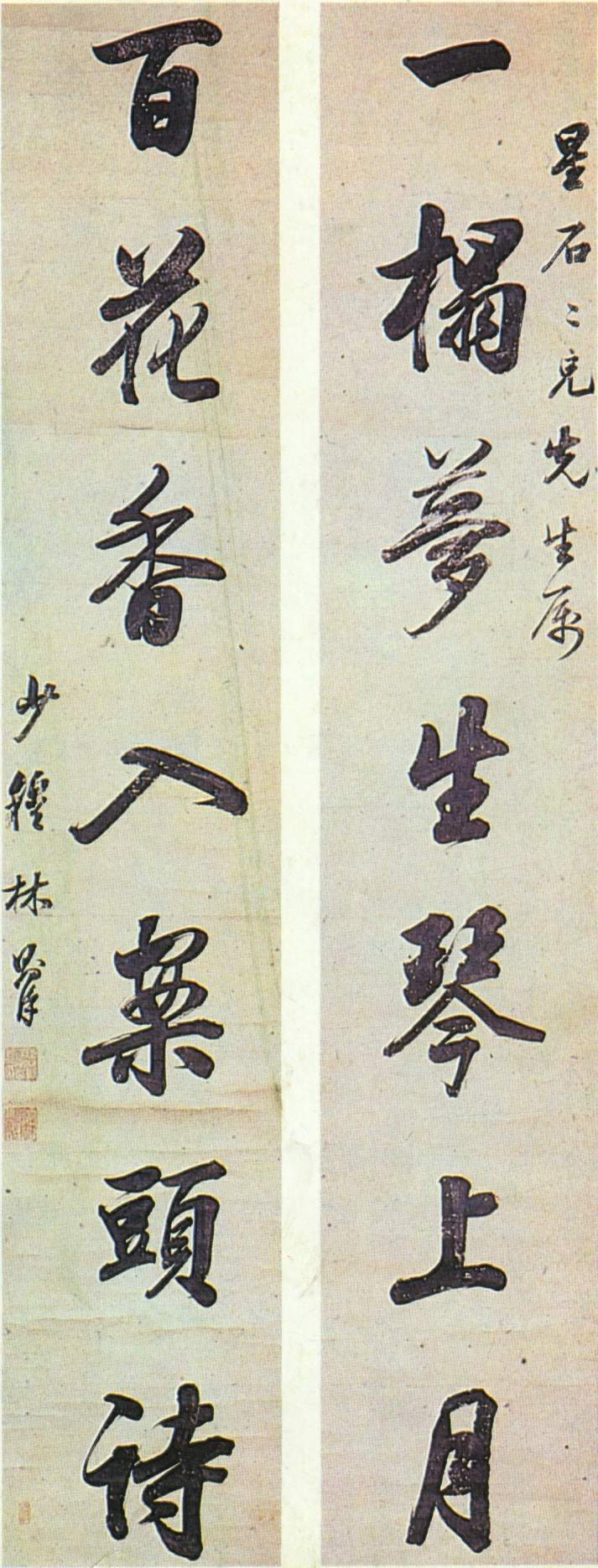
Bút tích Lâm Tắc Từ
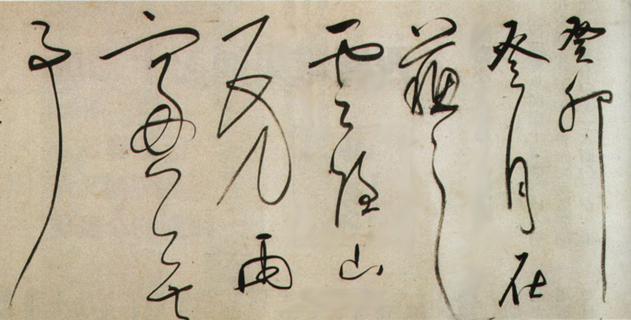
Bút tích Đổng Kì Xương 董其昌
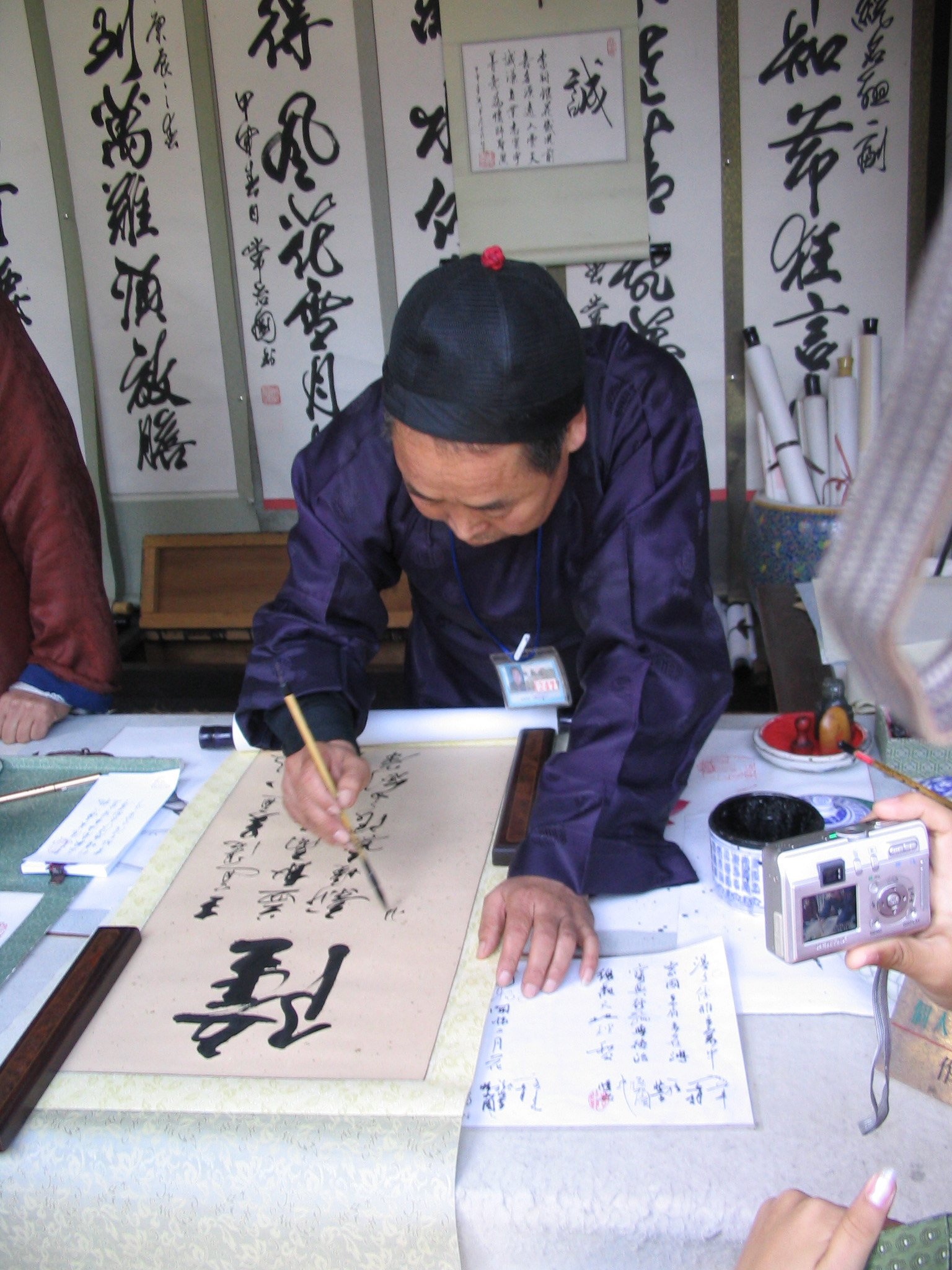
Một nhà thư pháp hiện đại